# Pinerovka
Pinerovka (in russo Пинеровка?) è un insediamento di tipo urbano dell'oblast' di Saratov, in Russia, situato nel distretto Balašovskij.
Il villaggio si trova nella parte occidentale della oblast', sulla riva destra del fiume Chopër, a 18 km dal centro distrettuale di Balašov.